# Predrag Radosević
Predrag Radosević (ur. 28 września 1984 w Titogradzie) – czarnogórski bokser kategorii średniej.

## Kariera amatorska
W lutym 2004, Radosević wystartował w kategorii junior śreniej na mistrzostwach Europy w Puli. W pierwszej walce zmierzył się z tureckim bokserem, mistrzem Europy z 2000, Bülentem Ulusoyem. Radosević przegrał 13:21, odpadając z turnieju. 30 marca wystartował w europejskim turnieju, Standja Memorial, który był dla zwycięzców również kwalifikacją na igrzyska w Atenach. W pierwszej rundzie pokonał reprezentanta Rumunii Dragos Serban. W drugiej zmierzył się z Turkiem Ulusoyem, z którym przegrał przez RSC w 3. rundzie.

## Kariera zawodowa
Jako zawodowiec zadebiutował 14 sierpnia 2004 zwyciężając w debiucie przez nokaut w 6. rundzie. Walczył sporadycznie, a do końca 2011 stoczył 24 wygrane walki zdobywając m.in. młodzieżowe mistrzostwo świata WBC i pas WBC International Silver w kategorii średniej. 12 stycznia 2012 Radosević zmierzył się z Ronnym Gabelem, niemieckim bokserem w pojedynku o pas IBF International w kategorii średniej. Czarnogórzec zwyciężył jednogłośnie na punkty zdobywając pas. W 2012 stoczył jeszcze 2 walki, dwukrotnie broniąc pasa IBF International. 25 maja zmierzył się z Shałwą Jomardasziwilim pokonując go jednogłośnie na punkty. 9 listopada pokonał przez techniczną decyzję Litwina Virgilijusa Stapulionisa.
6 lipca 2013 Radosević zmierzył się z byłym, dwukrotnym mistrzem świata kategorii średniej Felixem Sturmem. Był to powrót Sturma po kontrowersyjnym pojedynku z Samem Solimanem. Faworytem pojedynku był Niemiec, który nie zawiódł i zakończył pojedynek przez techniczny nokaut w 4. rundzie zadając rywalowi pierwszą porażkę w karierze. Radosević był w tej walce trzykrotnie liczony.